# Zaptel
Zaptel — драйвер компьютерной телефонии, название является сокращением от «Zapata Telephony». Был разработан Джимом Диксоном в 2001 году для разработки API оборудования компьютерной телефонии. Первый драйвер был разработан для самодельных карт Tormenta с интерфейсом T1 под операционную систему BSD. Позже компания Digium начала производство различных карт по дизайну Джима и переработала драйверы под платформу Linux. Также Digium разработал драйверы Zaptel следующего поколения телефонных карт.
Сам проект Zapata Telephony был назван в честь Эмилиано Сапаты, мексиканского революционера, обозначив тем самым революционный характер проекта Zaptel. Сегодня драйвера Zaptel разработаны для различного вида оборудования телефонии и портированы на BSD, Linux, Mac OS и Solaris.
Драйверы Zaptel для Linux доступны вместе с Asterisk на www.asterisk.org или на любом из зеркал Asterisk.
Драйвер считается устаревшим. Дальнейшем развитием является набор драйверов DAHDI (Digium Asterisk Hardware Device Interface), созданный в результате переименования пакета Zaptel, который был переименован из-за претензий от организации, владеющей торговой маркой ZapTel.